# Kriek de Silenrieux
Kriek de Silenrieux is een Belgisch bier van hoge gisting.
Het bier wordt gebrouwen in Brasserie de Silenrieux te Silenrieux.
Het is een rood fruitbier met een alcoholpercentage van 5,0%.